# Cyclophora denticulata
Cyclophora denticulata là một loài bướm đêm trong họ Geometridae.